# The Fifth Season
The Fifth Season – pierwszy koreański album studyjny południowokoreańskiej grupy Oh My Girl, wydany 8 maja 2019 roku przez wytwórnię WM Entertainment i dystrybuowany przez Kakao M. Płytę promował singel „The Fifth Season (SSFWL)” (kor. 다섯 번째 계절 (SSFWL) Daseot Beonjjae Gyejeol (SSFWL)). Ukazał się w trzech edycjach: dwóch fizycznych („Drawing ver.” i „Photography ver.”) oraz cyfrowej. Sprzedał się w nakładzie 26 492 egzemplarzy w Korei Południowej (stan na czerwiec 2019).
5 sierpnia 2019 roku album został wydany ponownie pod nowym tytułem Fall in Love. Zawierał dodatkowo dwa nowe utwory, w tym główny Bungee (Fall in Love).

## Lista utworów

### The Fifth Season
| CD  | CD                                                                                             | CD                                          | CD | CD                                                      | CD      |
| Nr  | Tytuł utworu                                                                                   | Tekst                                       | Kompozycja                                                                                               | Aranżacja                                               | Długość |
| --- | ---------------------------------------------------------------------------------------------- | ------------------------------------------- | --- | ------------------------------------------------------- | ------- |
| 1.  | „Daseot Beonjjae Gyejeol (SSFWL)” (kor. 다섯 번째 계절 (SSFWL), ang. The Fifth Season (SSFWL)) | Seo Ji-eum                                  | Steven Lee, Caroline Gustavsson, Joe Lawrence                                                            | Steven Lee, Joe Lawrence                                | 4:00    |
| 2.  | „Sonagi” (kor. 소나기, ang. Shower)                                                            | Seo Ji-eum                                  | Steven Lee, Willie Weeks, Becky Jerams                                                                   | Willie Weeks                                            | 3:47    |
| 3.  | „Mije (Case No.L5VE)” (kor. 미제 (Case No.L5VE))                                               | Jeong Hye-lin, Mimi                         | Hyuk Shin (153/Joombas), MRey (153/Joombas), Ashley Alisha (153/Joombas)                                 | Hyuk Shin (153/Joombas), MRey (153/Joombas)             | 3:19    |
| 4.  | „Tic Toc”                                                                                      | Seo Jung-ah                                 | Victor Carl (Galavant), Sebastian Anton Atas (Galavant), SING (aka Mark E. Robertson), JAY Hong          | Victor Carl (Galavant), Sebastian Anton Atas (Galavant) | 3:15    |
| 5.  | „Yuseong (Gravity)” (유성 (Gravity))                                                           | Seo Ji-eum                                  | Lee Woo-min "collapsedone", Mayu Wakisaka                                                                | Lee Woo-min "collapsedone"                              | 3:09    |
| 6.  | „Crime Scene”                                                                                  | Shin Jin-hye, Mimi                          | David Amber, Sean Alexander, Mayu Wakisaka                                                               | David Amber                                             | 3:27    |
| 7.  | „Simhae (Maeumiraneun Bada)” (kor. 심해 (마음이라는 바다), ang. Underwater Love)               | Seo Ji-eum                                  | Park Seul-gi (153/Joombas), Bae Min-soo (153/Joombas), Ashley Alisha (153/Joombas), Le'mon (153/Joombas) | Park Seul-gi (153/Joombas), Bae Min-soo (153/Joombas)   | 3:30    |
| 8.  | „Vogue”                                                                                        | Seo Ji-eum, Mimi                            | MooF (153/Joombas), Ashley Alisha (153/Joombas), JJ Evans (153/Joombas)                                  | MooF (153/Joombas)                                      | 3:16    |
| 9.  | „Checkmate”                                                                                    | Seo Ji-eum, Shin Jin-hye, Seo Jung-ah, Mimi | Ryan S. Jhun, Henri Vuortenvirta, Anna Timgren                                                           | Ryan S. Jhun, Henri Vuortenvirta, Anna Timgren          | 3:14    |
| 10. | „Daseot Beonjjae Gyejeol (SSFWL)” (kor. 다섯 번째 계절 (SSFWL)) (Inst.)                        |                                             | Steven Lee, Caroline Gustavsson, Joe Lawrence                                                            | Steven Lee, Joe Lawrence                                | 4:00    |

### Fall in Love
| CD  | CD                                                                                             | CD                                          | CD | CD                                                      | CD      |
| Nr  | Tytuł utworu                                                                                   | Tekst                                       | Kompozycja | Aranżacja                                               | Długość |
| --- | ---------------------------------------------------------------------------------------------- | ------------------------------------------- | --- | ------------------------------------------------------- | ------- |
| 1.  | „Bungee (Fall in Love)”                                                                        | Seo Ji-eum, Mimi                            | Hyuk Shin (153/Joombas), Jeong-yun (153/Joombas), Ashley Alisha (153/Joombas), JJ Evans (153/Joombas), MooF (153/Joombas) | Jeong-yun (153/Joombas), MooF (153/Joombas)             | 2:57    |
| 2.  | „Tropical Love”                                                                                | Seo Ji-eum                                  | Lee Woo-min "collapsedone", Mayu Wakisaka                                                                                 | Lee Woo-min "collapsedone"                              | 3:24    |
| 3.  | „Daseot Beonjjae Gyejeol (SSFWL)” (kor. 다섯 번째 계절 (SSFWL), ang. The Fifth Season (SSFWL)) | Seo Ji-eum                                  | Steven Lee, Caroline Gustavsson, Joe Lawrence                                                                             | Steven Lee, Joe Lawrence                                | 4:00    |
| 4.  | „Sonagi” (kor. 소나기, ang. Shower)                                                            | Seo Ji-eum                                  | Steven Lee, Willie Weeks, Becky Jerams                                                                                    | Willie Weeks                                            | 3:47    |
| 5.  | „Mije (Case No.L5VE)” (kor. 미제 (Case No.L5VE))                                               | Jeong Hye-lin, Mimi                         | Hyuk Shin (153/Joombas), MRey (153/Joombas), Ashley Alisha (153/Joombas)                                                  | Hyuk Shin (153/Joombas), MRey (153/Joombas)             | 3:19    |
| 6.  | „Tic Toc”                                                                                      | Seo Jung-ah                                 | Victor Carl (Galavant), Sebastian Anton Atas (Galavant), SING (aka Mark E. Robertson), JAY Hong                           | Victor Carl (Galavant), Sebastian Anton Atas (Galavant) | 3:15    |
| 7.  | „Yuseong (Gravity)” (유성 (Gravity))                                                           | Seo Ji-eum                                  | Lee Woo-min "collapsedone", Mayu Wakisaka                                                                                 | Lee Woo-min "collapsedone"                              | 3:09    |
| 8.  | „Crime Scene”                                                                                  | Shin Jin-hye, Mimi                          | David Amber, Sean Alexander, Mayu Wakisaka                                                                                | David Amber                                             | 3:27    |
| 9.  | „Simhae (Maeumiraneun Bada)” (kor. 심해 (마음이라는 바다), ang. Underwater Love)               | Seo Ji-eum                                  | Park Seul-gi (153/Joombas), Bae Min-soo (153/Joombas), Ashley Alisha (153/Joombas), Le'mon (153/Joombas)                  | Park Seul-gi (153/Joombas), Bae Min-soo (153/Joombas)   | 3:30    |
| 10. | „Vogue”                                                                                        | Seo Ji-eum, Mimi                            | MooF (153/Joombas), Ashley Alisha (153/Joombas), JJ Evans (153/Joombas)                                                   | MooF (153/Joombas)                                      | 3:16    |
| 11. | „Checkmate”                                                                                    | Seo Ji-eum, Shin Jin-hye, Seo Jung-ah, Mimi | Ryan S. Jhun, Henri Vuortenvirta, Anna Timgren                                                                            | Ryan S. Jhun, Henri Vuortenvirta, Anna Timgren          | 3:14    |
| 12. | „Daseot Beonjjae Gyejeol (SSFWL)” (kor. 다섯 번째 계절 (SSFWL)) (Inst.)                        |                                             | Steven Lee, Caroline Gustavsson, Joe Lawrence                                                                             | Steven Lee, Joe Lawrence                                | 4:00    |

## Notowania
The Fifth Season
| Lista                   | Pozycja |
| ----------------------- | ------- |
| Gaon Weekly Album Chart | 4       |
| Five Music (Tajwan)     | 6       |